# Labial Geyser
De Labial Geyser is een conusgeiser in het Lower Geyser Basin dat onderdeel uitmaakt van het Nationaal Park Yellowstone in de Verenigde Staten. De geiser maakt deel uit van de Pink Cone Group, waar onder andere de Narcissus Geyser, Pink Geyser en Bead Geyser deel van uitmaken.
De erupties duren korter dan twee minuten en vinden tussen de 6 en 9 uur plaats. Het water wordt bij een eruptie tot een hoogte van 7,6m omhoog gespoten.
Direct naast de Labial Geyser zitten nog twee kleine geisers. Deze geisers komen tot een hoogte van 1,8m en 3m.